# James B. Carrell

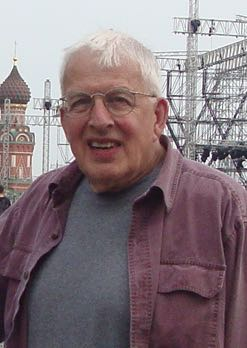
James B. Carrell

James Baldwin Carrell (* 1940) ist ein Mathematiker.

## Leben und Wirken
James Carrell wurde 1967 an der University of Washington zum Ph.D. promoviert. Carl B. Allendoerfer war sein Doktorvater. Um 1970 war er am Mathematik-Department der Purdue University in Lafayette, Indiana tätig. 1971 erhielt er zusammen mit Jean Dieudonné den Leroy P. Steele Prize für die Arbeit Invariant theory, old and new. Von 1973 bis 2005 war er Mathematik-Professor an der University of British Columbia, Vancouver. Dann wurde er emeritiert.
Carrells Forschungsgebiete sind algebraische Transformationsgruppen, Algebraische Geometrie und Lie-Theorie.
Er ist Fellow der American Mathematical Society.

## Werke
- James B. Carrell: The Cohomology Ring of a Smooth Manifold. Dissertation, University of Washington, 1967, Zusammenfassung in: Transactions of the American Mathematical Society. Band 136, 1969, S. 489–498 (JSTOR:1994728)
- James B. Carrell und Jean Dieudonné: Invariant theory, old and new. Academic Press, New York und London 1971, ISBN 0-12-215540-8 (aus Advances in mathematics. Band 4, Nr. 1, 1970, S. 1–80, doi:10.1016/0001-8708(70)90015-0)
- James B. Carrell [u. a.]: Topics in the theory of algebraic groups (= Notre Dame mathematical lectures, Band 10). University of Notre Dame Press, Notre Dame, Indiana 1982, ISBN 0-268-01843-X
- James B. Carrell (Hrsg.): Group actions and vector fields. Proceedings of a Polish-North American seminar held at the University of British Columbia, January 15–February 15, 1981 (= Lecture notes in mathematics, Band 956). Springer, Berlin [u. a.] 1982, ISBN 3-540-11946-9, doi:10.1007/BFb0101503
- James B. Carrell, Anthony V. Geramita und Peter Russell (Hrsg.): Proceedings of the 1984 Vancouver Conference in Algebraic Geometry (= Canadian Mathematical Society. Conference proceedings, Band 6). American Mathematical Society, Providence, Rhode Island 1986, ISBN 0-8218-6010-0; Nachdruck: 1990 (Teildigitalisat)
- James B. Carrell und Ram Murty (Hrsg.): Canadian Mathematical Society = Société mathématique du Canada, 1945–1995. Band 3: Invited papers = Articles sollicités. Canadian Mathematical Society, Ottawa, Ontario 1996, ISBN 0-919558-08-9
- Andrzej Białynicki-Birula, James B. Carrell, Peter Russell und Dennis M. Snow (Hrsg.): Group Actions and Invariant Theory. Proceedings of the 1988 Montreal conference (= Canadian Mathematical Society, Conference proceedings, Band 10). American Mathematical Society, Providence, Rhode Island 1989, ISBN 0-8218-6015-1 (Teildigitalisat)
- Andrzej Białynicki-Birula: Algebraic Quotients. James B. Carrell: Torus Actions and Cohomology. William M. McGovern: The Adjoint Representation and the Adjoint Action (= Encyclopaedia of mathematical sciences, Band 131). Springer, Berlin [u. a.] 2002, ISBN 3-540-43211-6 (Teildigitalisat)